# 2. Floorball-Bundesliga 2019/20
Dieser Artikel behandelt die Saison 2019/20 der 2. Floorball-Bundesliga.
Die Saison wurde am 13. März 2020 aufgrund der Corona-Pandemie vor Ende der Hauptrunde abgebrochen.

## Teilnehmende Mannschaften

### Teilnehmer Staffel Süd-Ost
- SC DHfK Leipzig
- USV Halle Saalebiber
- Donau-Floorball Ingolstadt/Nordheim
- Unihockey Igels Dresden
- FC Rennsteig Avalanche
- SCS Berlin
- PSV 90 Dessau (Aufsteiger)
- Sportvg Feuerbach (Aufsteiger)

### Teilnehmer Staffel Nord-West
- Blau-Weiß 96 Schenefeld (Absteiger)
- TV Eiche Horn Bremen
- TSV Tollwut Ebersgöns
- Dümptener Füchse
- Baltic Storms
- BSV Roxel
- Hannover Mustangs (Aufsteiger)

## Tabellen

### Staffel Süd-Ost
| Pl. | Verein                              | Sp. | S  | U | N  | SDS | SDN | Tore    | Diff. | Pkt. |
| --- | ----------------------------------- | --- | -- | - | -- | --- | --- | ------- | ----- | ---- |
| 1.  | SC DHfK Leipzig                     | 13  | 11 | 0 | 2  | 0   | 0   | 99:50   | 0+49  | 33   |
| 2.  | Unihockey Igels Dresden             | 13  | 10 | 0 | 3  | 0   | 0   | 134:570 | 0+77  | 30   |
| 3.  | USV Halle Saalebiber                | 13  | 9  | 0 | 2  | 1   | 1   | 84:58   | 0+26  | 30   |
| 4.  | PSV 90 Dessau (N)                   | 13  | 8  | 0 | 4  | 1   | 0   | 104:720 | 0+32  | 26   |
| 5.  | SCS Berlin                          | 13  | 4  | 0 | 7  | 1   | 1   | 069:100 | 0–31  | 15   |
| 6.  | FC Rennsteig Avalanche              | 13  | 4  | 0 | 8  | 0   | 1   | 91:91   | 0±0   | 13   |
| 7.  | Donau-Floorball Ingolstadt/Nordheim | 13  | 3  | 0 | 10 | 0   | 0   | 72:94   | 0–22  | 09   |
| 8.  | Sportvg Feuerbach (N)               | 13  | 0  | 0 | 13 | 0   | 0   | 037:170 | −131  | 0    |

| Legende                             |
| ----------------------------------- |
| Teilnahme an den Play-offs          |
| Teilnahme an der Abstiegsrelegation |
| Abstieg in die Regionalliga         |
| (A) Absteiger                       |
| (M) Staffelsieger                   |
| (N) Aufsteiger                      |

### Staffel Nord-West
| Pl. | Verein                      | Sp. | S  | U | N  | SDS | SDN | Tore    | Diff. | Pkt. |
| --- | --------------------------- | --- | -- | - | -- | --- | --- | ------- | ----- | ---- |
| 1.  | Blau-Weiß 96 Schenefeld (A) | 11  | 11 | 0 | 0  | 0   | 0   | 120:460 | +74   | 33   |
| 2.  | TV Eiche Horn Bremen        | 11  | 7  | 0 | 3  | 1   | 0   | 101:590 | +42   | 23   |
| 3.  | Tollwut Ebersgöns           | 11  | 7  | 0 | 3  | 0   | 1   | 104:880 | +16   | 22   |
| 4.  | Dümptener Füchse            | 11  | 5  | 0 | 5  | 1   | 0   | 72:74   | 0–2   | 17   |
| 5.  | Hannover Mustangs (N)       | 11  | 4  | 0 | 7  | 0   | 0   | 087:120 | −33   | 12   |
| 6.  | Baltic Storms               | 11  | 3  | 0 | 7  | 0   | 1   | 64:89   | −25   | 10   |
| 7.  | BSV Roxel R                 | 12  | 0  | 0 | 12 | 0   | 0   | 055:127 | −72   | 0    |

| Legende                             |
| ----------------------------------- |
| Teilnahme an den Play-offs          |
| Teilnahme an der Abstiegsrelegation |
| Abstieg in die Regionalliga         |
| (A) Absteiger                       |
| (M) Staffelsieger                   |
| (N) Aufsteiger                      |

## Auf- und Abstiegsregelung
Durch den Abbruch des Spielbetriebs konnten neben dem 16. Spieltag auch die Play-offs und Play-downs nicht stattfinden. Am 2. Mai gab Floorball Deutschland bekannt, die 1. Floorball-Bundesliga auf 12 Teams aufzustocken. Blau-Weiß 96 Schenefeld und SC DHfK Leipzig, die zum Zeitpunkt des Saisonabbruchs den jeweils 1. Platz in den Staffeln der 2. Bundesligen belegten, stiegen zur Saison 2020/21 auf. Einen Absteiger gab es nicht.

Die 2. Bundesliga wurde in der folgenden Saison in drei Staffeln aufgeteilt. Auch hier wird es keine Absteiger geben.